# Римские ворота (Флоренция)
По́рта Рома́на, или Ри́мские воро́та (итал. Porta Romana) — памятник архитектуры, часть древней крепостной стены во Флоренции. Это самые южные ворота средневековой Флоренции. От них начиналась дорога, ведущая в Сиену и Рим. Находятся на стыке Римской улицы и улицы Серальи на площади Кальца.
Ворота были построены в 1326 году и с тех пор претерпели ряд изменений. Так, они были укреплены и понижены во время осады Флоренции, чтобы сделать их менее уязвимым для видов оружия, использовавших порох. Слева от ворот, на внутренней стороне, сохранилась мраморная доска с надписью от 1327 года на вульгарной латыни.
Во время перепланировки Флоренции при великом герцоге Леопольдо I в стене по бокам от ворот были пробиты два новых отверстия для лучшего передвижения людей и транспортных средств. В середине XIX века здесь была проложена городская кольцевая дорога.
Близ ворот проходила трамвайная линия Кьянти, действовавшая в 1891—1935 годах между Флоренцией, Сан-Кашано-Валь-ди-Пеза и Греве-ин-Кьянти.
Как и ворота Святого Фредиана, Римские ворота сохранили две большие деревянные двери, с типичными большими болтами и старыми замками.
В 1998 году был частично открыт участок стены у Римских ворот на площади Торквато Тассо, обеспечив доступ в большую комнату для караула на первом этаже ворот. Из окон этой комнаты видны Сады Боболи и панорама района Ольтрарно.
Над центральной аркой во время реставрации обнаружили большую фреску Франчабиджо, изображающую Богоматерь с младенцем и четырьмя святыми.
На площади перед внешней стороной ворот стоит большая мраморная статуя Микеланджело Пистолетто. Она представляет собой женщину, направляющуюся на юг, в то время как ноша на её голове указывает на противоположное направление, в глубь города.